# Escut de Rubí
L'escut oficial de Rubí té el següent blasonament:
Escut caironat truncat: 1r. de gules, 2 claus passades en sautor amb les dents a dalt i mirant cap enfora, la d'or en banda per damunt de la d'argent en barra; 2n. d'or, 4 pals de gules. Per timbre una corona mural de ciutat.

## Història
Va ser aprovat el 2 d'abril de 1990 i publicat al DOGC l'11 del mateix mes amb el número 1279.
Les claus de sant Pere són l'atribut del patró de la ciutat i els quatre pals recorden que el municipi va estar sota la jurisdicció reial.